# Migyur Dorjee
Migyur Dorjee (tibétain : མི་འགྱུར་རྡོ་རྗེ, Wylie : mi 'gyur rdo rje ; né à Tholing, Ngari, Tibet le 1er janvier 1953) aussi appelé Migyur Dorjee Drongchen, est un homme politique tibétain.

## Biographie
Migyur Dorjee est élève de l'École centrale pour les Tibétains de Darjeeling et poursuit ses études au collège Saint-Joseph de Darjeeling. Plus tard, il suit un cours en administration publique à l'université d'État de New York.
En 1976, il rejoint l'Administration centrale tibétaine. De 1981 à 1986, il travaille comme représentant en chef du Ladakh dans le cadre du ministère de l'intérieur.
Migyur Dorjee est secrétaire du Bureau du Dalaï Lama à New Delhi de 1986 à 1991. De 1991 à 1994, il est représentant du Dalaï Lama à New Delhi.
En 1994, Migyur Dorjee est secrétaire politique du cabinet ministériel (Kashag) à Dharamsala. Il a ensuite été nommé représentant du Dalaï Lama au Bureau du Tibet en Londres en 1997. En 1999, il assista à la Première Réunion consultative nordique des groupes de soutien au Tibet à Oslo..
De 2002 à 2005, Migyur Dorjee est envoyé adjoint au Bureau du Tibet à Bruxelles pour l'Union européenne. Il accompagna Ngawang Sangdrol en 2003 quand elle fut reçue à la Commission européenne par Chris Patten, alors Commissaire européen aux relations extérieures.
En 2005, il retourne en Inde et est nommé Kadrung (chef de cabinet). Lors de la première visite à Dharamsala de l'ambassadeur américain en Inde David Mulford qui rencontra le Dalaï Lama en 2009, Migyur Dorjee déclara à Voice of America qu'elle renforça moralement les fonctionnaires tibétains en Inde, où le dalaï-lama vit depuis 1959, après que les troupes chinoises répriment un soulèvement au Tibet.
En 2011, il est nommé représentant du Dalaï Lama en Afrique du Sud. Il prend sa retraite de l'Administration centrale tibétaine en 2013, mais continue de travailler en tant que secrétaire de la Commission de la fonction publique en vertu de l'extension du service après la retraite.
En 2015, il se présente aux élections législatives tibétaines de 2016, classé 10e des candidats de l'U-Tsang au primaires, il est élu en mars 2016.